# 又吉愛
又吉 愛（またよし あい、1983年4月2日 - ）は日本の女性声優。大阪府出身。アーツビジョン所属。

## 来歴
声優を目指したきっかけは、中学生の時にプレイしハマった『ときめきメモリアル』で、声優という職業を初めて知り、ゲームに出演したいと声優を目指す。
声優になるために、自分で探した多くのオーディションに応募し、何度でも諦めずに受験し続けてオーディション合格した。
日本ナレーション演技研究所への入所を経てアーツビジョンに所属。
2014年7月1日に2013年に入籍していたことをブログで公表、2016年1月には出産したことを公表した。

## 人物
愛称はあいちゃん、あいりーなど。ラジオ番組『週刊!アニたま金曜日』からまたきち、同『ラジオ Dream C Club』からまたちんとも。
方言は大阪弁。趣味・特技はゲーム、インターネット。
ギャルゲーが好きで、声優を目指したきっかけの『ときめきメモリアル』の他に好きなゲームとして『センチメンタルグラフティ』を挙げている。ギャルゲーのテレホンカード集めもしていた。
非常に漢字に弱く、ラジオ番組『週刊!アニたま金曜日』において『漢字トラップDay』という企画が設けられている。
声優ユニットPuppy'sメンバーだった。メンバーの伊藤靖子、長谷川静香と主にラジオ番組『電撃G's Radio』で活動した。門田幸子と一緒に、声優ユニット「ハピ☆ラバ」を結成している。

## 出演
太字はメインキャラクター。

### テレビアニメ
2004年
- 花右京メイド隊 La verite（オペレーター）
- マリア様がみてる（生徒、園児）

2005年
- あかほり外道アワーらぶげ（美少年、弟〈美少年〉、園児A、ファンA、金楢アキラ、少年A、女漫才師、蟻美女）
- ARIA The ANIMATION（ウンディーネ2、女の子B）

2006年
- いぬかみっ!（子供A、アソコちゃん）
- 少年陰陽師（姫、雑鬼〈四〉）
- 女子高生 GIRLS-HIGH（毛利さやか）

2007年
- 魔法少女リリカルなのはStrikerS（ドゥーエ、通信士A、看護士、部下）

2008年
- 銀魂（家政婦）
- のらみみ（回想の少年）
- 夜桜四重奏 〜ヨザクラカルテット〜（2008年 - 2013年、東鈴）- 2シリーズ

2009年
- 咲-Saki-（2009年 - 2014年、文堂星夏）- 2シリーズ
- 夏のあらし!（子供B）
- ヤッターマン（第2作）（眉賀マロ）

2011年
- Aチャンネル（ユタカ/今井豊）
- 俺たちに翼はない（羽田小鳩、母）
- 境界線上のホライゾン（2011年 - 2012年、ミリアム・ポークウ）- 2シリーズ

2012年
- さんかれあ（忍田一恵）

2013年
- ステラ女学院高等科C3部（瀬戸ももか）
- たまごっち! シリーズ（2013年 - 2014年、きゃんでぃぱくぱく）- 2シリーズ

2014年
- ウィッチクラフトワークス（あい）

2016年
- はんだくん（女子マネ）

### OVA
- DREAM C CLUB PURE SONGS CLIPS（2010年、ナオ）
- 夜桜四重奏 〜ホシノウミ〜（2010年、東鈴）
- Aチャンネル +smile（2012年 - 2017年、ユタカ/今井豊） - 2作品
- 乙女はお姉さまに恋してる 2人のエルダー THE ANIMATION（2012年、宮藤陽向）

### ゲーム
2004年
- 転生學園幻蒼録（紫上結奈）

2005年
- ラジアータ・ストーリーズ（レオナ・ヴァイスハイト）
- ルーンプリンセス（マリンカ・エスコルピオーネ）

2006年
- グローランサーV（コリン）
- 転生學園月光録（紫上結奈）

2007年
- グローランサーVI（コリン）
- Routes PE、Routes PORTABLE（立田七海）

2008年
- アヴァロンコード（フランチェスカ）
- アルカナハート2（キャサリン京橋）

2009年
- アルカナハート3（キャサリン京橋）
- ドリームクラブ（ナオ）
- ファイナルファンタジー・クリスタルクロニクル エコーズ・オブ・タイム（エリル）
- ミマナ イアルクロニクル（ティノン＝エルサント）

2010年
- クリミナルガールズ（アリス / 水菜悠里）
- 咲-Saki- Portable（文堂星夏）
- ドリームクラブ・ポータブル（ナオ）
- ペーパーマン（アルル）

2011年
- 水月 弐（結城ちさと）
- ドリームクラブZERO（ナオ）
- ドリームクラブZERO ポータブル（ナオ）
- ファントムブレイカー（心愛）

2012年
- ドリームクラブ Complete Edipyon!（ナオ）
- マージャン★ドリームクラブ（ナオ）

2013年
- 境界線上のホライゾン PORTABLE（ミリアム・ポークウ）
- クリミナルガールズ INVITATION（アリス）
- 幻獣姫（スキアポデス）
- ドリームクラブZERO Special Edipyon!（ナオ）
- ファントムブレイカー: エクストラ（心愛）
- ファントムブレイカー: バトルグラウンド（心愛）

2014年
- 俺たちに翼はない（羽田小鳩）
- 神撃のバハムート（ユナ）
- 闘神都市（瑞原葉月）
- マジカ★マジカ（花灯路秋紗）
- もっと姉、ちゃんとしようよっ! +PLUS（一条澪緒）
- PS Vita版 ダンジョントラベラーズ2 王立図書館とマモノの封印（柚原春夏）
- ToHeartハートフルパーティ（柚原春夏）

2015年
- 咲-Saki- 全国編（文堂星夏）
- 月に寄りそう乙女の作法 〜ひだまりの日々〜（大蔵りそな）
- ファントムブレイカー: バトルグラウンド オーバードライブ（心愛）
- 封印勇者！マイン島と空の迷宮（ノーネ）
- ミリ姫大戦（ヴォイテク）

2016年
- 乙女理論とその周辺 -Bon Voyage-（大蔵りそな）

2019年
- きららファンタジア（ユタカ/今井豊）
- デスティニーチャイルド（ライマ）
- Shadowverse（ヴァンパイアシーカー・ユナ、バトルキョンシーガール）

2023年
- D.C.III P.S. ～ダ・カーポIII プラスストーリー～（陽ノ下葵）

2024年
- アズールレーン（寰昌）

### ドラマCD
- ARIA The Animation DramaCD II RED（女の子A）
- 英雄伝説 零の軌跡 プレストーリー -審判の指環-（ティーリア）
- 俺たちに翼はない　ドラマシリーズ第5章（羽田小鳩）
- 君と僕。 高校生篇1（女子園児）
- くすりのマジョラム ドラマCD（曙育音）
- グローランサーV ドラマCD（コリン）
- グローランサーVI ドラマCD（コリン）
- さんかれあ（篠田一恵）
- シュラキ・トリニティBOX-05リゼ ドラマCD（イオ）
- 世界樹の迷宮III 絶海の優姫（メルリィ）
- D.C.III Side Stories 第1、2話（陽ノ下葵）
- 篁破幻草子（深凪姫）
- 盗んでリ・リ・ス（女性キャスター）
- はやて×ブレード（ジャッジ）
- 流行り神 ドラマCD「呪われた都市伝説」
- フラワー・オブ・ライフ（磯西）
- 身代わり伯爵シリーズ（白百合の乙女達）
  - 「身代わり伯爵の冒険」、「身代わり伯爵の結婚」
- ヤンデレ彼女（竜崎レイナ）
- 夜桜四重奏 〜ヨザクラカルテット〜 ドラマCD1、2
- Routes オリジナルドラマCD『Greatest Treasure』

### 吹き替え

#### アニメ
- アクアキッズ（2004年、ポポ）
- クラス・オブ・ミュージック!（2006年、キム）

### ラジオ
- ウルジャンナビゲーター（2006年2月24日 - 2006年3月31日）
- 週刊!アニたま
  - 週刊!アニたま金曜日（2005年10月7日 - 放送終了）
  - 週刊!アニたま日曜日（ - 放送終了）
  - 週刊!アニたま土曜日（ - 放送終了）
  - 週刊!アニたま水曜日（ - 放送終了）
  - 週刊!アニたま水曜日 EXTRA（2009年3月27日）
- 電撃G's Radio（ - 2005年3月28日）
- パピーズのひよ☆ふる（放送終了）
- 声優生活向上委員会
  - えりりん・あいりーの声優生活向上委員会（ - 放送終了）
  - ゆりしー・あいりーの声優生活向上委員会（ - 放送終了）
- TOKYO→NIIGATA MUSIC CONVOY（2006年7月担当）
- S-ラジ ワイド 集英組（2006年8月4日 - 2007年9月28日）
- ホビーアカデミー ガムシャラ（2007年8月29日 - 2010年3月31日）
- おれつば振興会 夢ラジオ・俺たちに翼はNIGHT（2010年11月19日 - 2011年12月30日）

#### ラジオドラマ
- VOMIC
  - スイッチガール（加藤）
  - 絶対覚醒天使ミストレス☆フォーチュン（立川妃）
- どらま de にじちぅ?（ちぅ）（ラジオ大阪『にじちぅ? ぱれ〜ど♪』内：2006年10月4日 - 12月30日）

### CD
- Puppy's CD
- VoiceCD パピー・ガールズ 〜わたしのおじさま〜（まひる）
- にじちぅ?〜I need chu!〜
- 日めくりCD『Routes-ルーツ-』編（4月 - 6月）
- グローランサーV オリジナルキャラクターソングアルバム（コリン）
- 夜桜四重奏 キャラクターソングベスト&オリジナルサウンドトラック 桜新町の鳴らし方。（東鈴）

### インターネット配信
- 『転生學園幻蒼録』てんしょ〜GO!
- ニコニコチャンネルGTV（『DVD制作会議』裏ワザガール）